# RC 랑스

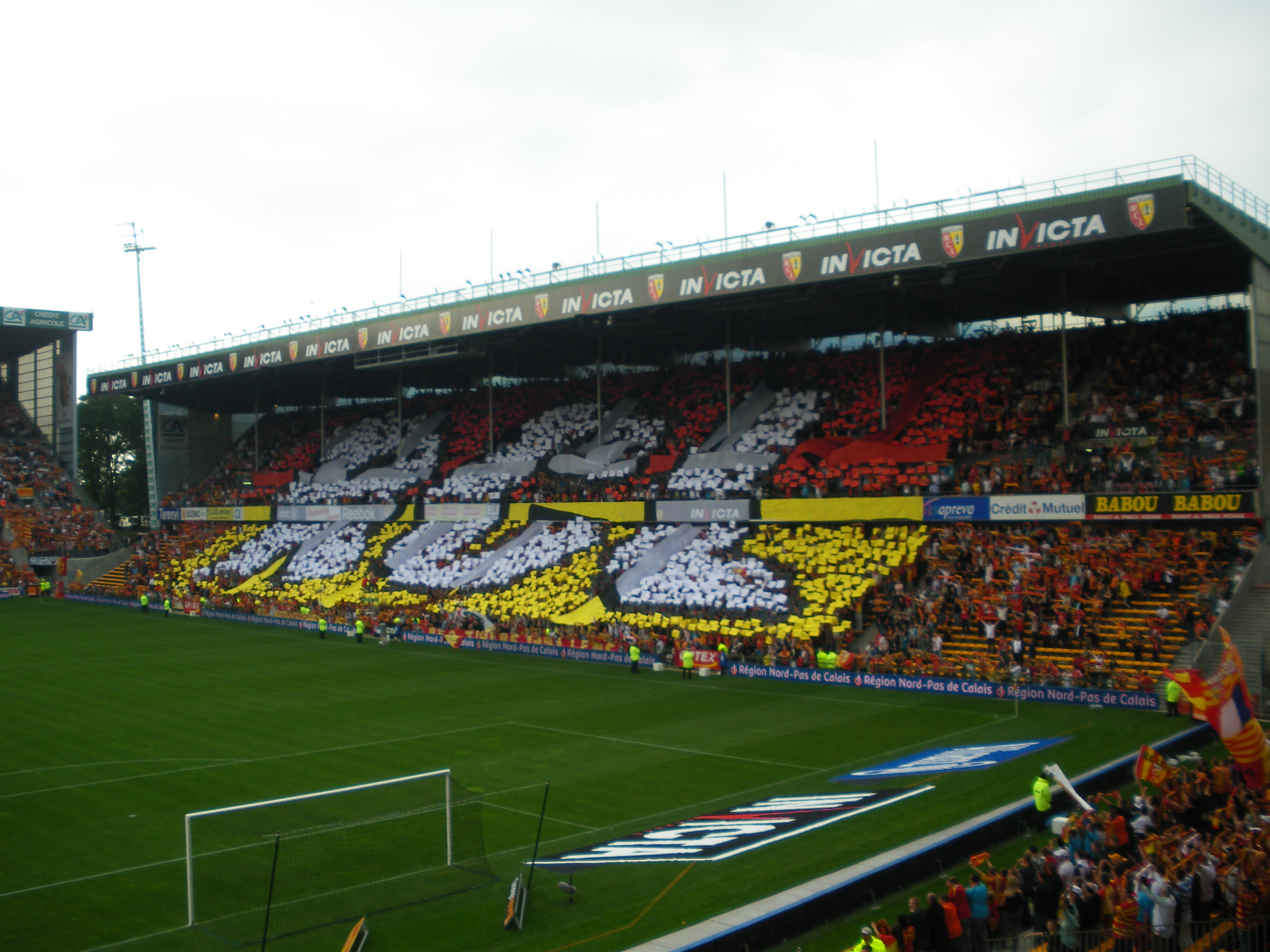
랑스의 홈구장으로 쓰고 있는 스타드 펠릭스 볼라르트.

라싱 클뢰브 드 랑스(프랑스어: Racing Club de Lens)는 프랑스 북부의 도시 랑스를 연고로 하고, 스타드 펠릭스 볼라르트를 홈구장으로 하는 프랑스의 축구 클럽이다. 클럽 별명은 피와 금 (Sang et Or)이며, 랑스 지역의 전통적인 색상인 빨간색과 금색에서 유래한 것이다. 주요 라이벌 구단은 프랑스 북부에 위치한 이웃 도시를 연고로 하는 릴이며, 이들 간의 경기를 데르비 뒤 노르라고 한다.

## 현재 선수 명단
2023년 2월 1일 기준
참고: FIFA 자격 규정에 따라 소속된 국가대표팀 국기를 표시합니다. 선수는 복수의 FIFA 비회원국 국적을 가지고 있을 수 있습니다.
| 번호 | 포지션 | 국적         | 이름                                |
| ---- | ------ | ------------ | ----------------------------------- |
| 1    | GK     | 베네수엘라   | 윌케르 파리녜스                     |
| 3    | DF     | 콜롬비아     | 데이베르 마차도                     |
| 4    | DF     |              | 케빈 단소                           |
| 6    | MF     | 카메룬       | 장 오나나                           |
| 7    | FW     |              | 플로리앙 소토카                     |
| 8    | MF     | 코트디부아르 | 세코 포파나 (주장)                  |
| 9    | FW     |              | 아담 북사                           |
| 10   | MF     | 포르투갈     | 다비드 코스타                       |
| 11   | FW     |              | 로이스 오펜다                       |
| 13   | MF     |              | 우카시 포렝바                       |
| 14   | DF     |              | 파쿤도 메디나                       |
| 15   | DF     | 카보베르데   | 스테벵 포르테스                     |
| 16   | GK     |              | 장루이 레카                         |
| 18   | FW     |              | 알렉시 클로드모리스 (니스에서 임대) |
| 19   | MF     |              | 지미 카보                           |

| 번호 | 포지션 | 국적   | 이름                               |
| ---- | ------ | ------ | ---------------------------------- |
| 20   | MF     |        | 앙젤로 퓔지니 (마인츠 05에서 임대) |
| 21   | DF     | 말리   | 마사디오 아이다라                  |
| 22   | FW     |        | 웨슬리 사이드                      |
| 23   | DF     |        | 이스마엘 부라                      |
| 24   | DF     |        | 조나탕 그라디                      |
| 25   | DF     |        | 줄리앙 르 카르디날                 |
| 26   | MF     | 가나   | 살리스 압둘 사메드                 |
| 28   | MF     |        | 아드리앵 토마손                    |
| 29   | MF     |        | 프셰미스와프 프란코프스키          |
| 30   | GK     |        | 브리스 삼바                        |
| 34   | MF     | 말리   | 야야 포파나                        |
| 35   | DF     |        | 아드리앵 루보                      |
| 40   | GK     | 코모로 | 야니크 판도르                      |
| —    | MF     | 세네갈 | 마마두 카마라                      |

### 임대 선수 명단
참고: FIFA 자격 규정에 따라 소속된 국가대표팀 국기를 표시합니다. 선수는 복수의 FIFA 비회원국 국적을 가지고 있을 수 있습니다.
| 번호 | 포지션 | 국적 | 이름                          |
| ---- | ------ | ---- | ----------------------------- |
| —    | MF     |      | 톰 뒤크로크 (바스티아로 임대) |

| 번호 | 포지션 | 국적 | 이름                          |
| ---- | ------ | ---- | ----------------------------- |
| —    | FW     |      | 이브라히마 발데 (안시로 임대) |

## 역대 감독
| 감독          | 임기        |
| ------------- | ----------- |
| 로제 르메르   | 1978 ~ 1979 |
| 제라르 울리에 | 1982 ~ 1985 |
| 로제 르메르   | 1997        |
| 라슬로 뵐뢰니 | 2011        |

## 역대 성적
- 리그 1 우승 1회
  - 우승: 1998
  - 준우승: 1956, 1957, 1977, 2002, 2023
- 리그 2 우승 4회
  - 우승: 1937, 1949, 1973, 2009
  - 준우승: 2014, 2020
- 쿠페 드 프랑스
  - 준우승: 1948, 1975, 1998
- 쿠페 드 라 리그 우승 1회
  - 우승: 1999
  - 준우승: 2008
- 쿠페 드라고 우승 3회
  - 우승: 1959, 1960, 1965
  - 준우승: 1957
- 쿠페 강바르델라 우승 3회
  - 우승: 1957, 1958, 1992
  - 준우승: 1979, 1983, 1993, 1995
- UEFA컵
  - 4강: 2000
- UEFA 인터토토컵 우승 2회
  - 우승: 2005, 2007